# Marcel le Centurion
Pour les articles homonymes, voir Saint Marcel.
Marcel (en latin, Marcellus) de Tanger, ou Marcel le Centurion, était un centurion de la VIIe Légion, qui naquit et vécut à León (Espagne) durant la seconde moitié du IIIe siècle.
C'est un des saints patrons de la ville de Léon, en Espagne.
Selon une autre version, il était centurion de la légion stationnée à Tingis, devenu Tanger.
Au jour de la fête de l'anniversaire de l'empereur Maximien, il aurait déclaré au moment de lui rendre son culte : « Que maudit soit ce métier qui m'oblige à tuer et m'empêche d'être tout au service du Christ »,.
Il est considéré comme martyr, ayant été exécuté par décapitation à Tanger, le 30 octobre 298, devant le substitut des préfets du prétoire Aurelius Agricolanus.
Vers 1600, le cardinal Caesar Baronius, bibliothécaire du Vatican, relate ainsi l'affaire : « On célébra, l'an 298, la naissance de l'empereur Maximilien-Hercule, avec une pompe extraordinaire. Les sacrifices aux dieux de l'empire firent une partie considérable de la fête. Marcel, centurion de la légion trajane, eut horreur de ces superstitions impies, et pour ne point participer, il quitta son baudrier à la tête de sa compagnie, et déclara à haute voix qu'il était soldat de Jésus-Christ, le roi éternel... Il fut condamné à mort, comme coupable de désertion et d'impiété ».